# 바사르 (미시간주)

바사르(Vassar)는 미국 미시간주 터스콜라군의 도시이다. 1849년 3월 1일 세워졌다. 2010년 인구조사 기준 인구 수는 2,697명, 2000년 당시 인구 수는 2,823명이다.(약 4.5% 감소)

## 역사
바사르는 댐을 짓고 도시를 시작하기 위해 지역을 탐색하던 제임스 M. 에드먼드와 타운센드 노스가 주도하는 4명의 사람들에 의해 건립되었다. 이 도시는 에드먼드의 삼촌 매튜 바사르의 이름을 따서 지어졌으며 그는 이후 바사르 칼리지를 설립하였다.

## 인구
| 인구조사              | 인구  | Note  | %±     |
| --------------------- | ----- | ----- | ------ |
| 1880년                | 670   |       | —      |
| 1890년                | 1,682 |       | 151.0% |
| 1900년                | 1,832 |       | 8.9%   |
| 1910년                | 1,659 |       | −9.4%  |
| 1920년                | 1,453 |       | −12.4% |
| 1930년                | 1,816 |       | 25.0%  |
| 1940년                | 2,154 |       | 18.6%  |
| 1950년                | 2,530 |       | 17.5%  |
| 1960년                | 2,680 |       | 5.9%   |
| 1970년                | 2,802 |       | 4.6%   |
| 1980년                | 2,727 |       | −2.7%  |
| 1990년                | 2,559 |       | −6.2%  |
| 2000년                | 2,823 |       | 10.3%  |
| 2010년                | 2,697 |       | −4.5%  |
| 2019 (추산)           | 2,542 | [ 1 ] | −5.7%  |
| U.S. Decennial Census |       |       |        |

## 교육
바사르 공립 학교:
- Vassar High School
- Vassar Junior High School
- Central Elementary School
- Townsend North Elementary School